# Илакское староство
Илакское староство (лит. Ylakių seniūnija) — одно из 8 староств Скуодасского района, Клайпедского уезда Литвы. Административный центр — местечко Илакяй.

## География
Расположено на северо-западе Литвы, в восточной части Скуодасского района, на Западно-Куршской возвышенностм.
Граничит с Александрийским староством на западе, Нотенайским — на юго-западе, Барстичяйским — на юге, Седским и Жидикайским староствами Мажейкяйского района — на востоке, и Вайнёдской волостью Вайнёдского края Латвии — на севере.

## Население
Илакское староство включает в себя местечко Илакяй и 43 деревни.